# 小行星7381
小行星7381（英語：7381 Mamontov）是一颗围绕太阳公转的小行星。1981年9月8日，柳德米拉·瓦斯列娜·朱然勒娃在克里米亚发现了此天体。
这颗小行星的绝对星等为328.3343645329002等。